# Агроном (Краснодарський край)
Агроном — селище в Дінському районі Краснодарського краю. Центр Мічурінського сільського поселення, куди, крім самого селища входять також селища Зародження, Кочетинський, Янтар і Вишняки.
Населення — 3,8 тис. мешканців.
Залізнична станція Агроном на залізниці Краснодар — Тихорецька. Приміські поїзда. До Дінської — 10 км, до Краснодара — 17 км.
Садівництво, розведення суниці.
Назва селище отримало від імені радгоспу.